# マルナカ小松島店
マルナカ小松島店（マルナカこまつしまてん）は、かつて徳島県小松島市江田町字腰前182-3に所在し、マルナカが運営していた大型商業施設（ショッピングセンター）である。

## 概要
2018年7月12日に閉店。

## 主なテナント

### 閉店時の出店事業者
2018年の閉店時に存在したテナント一覧。
本館
- マルナカ
- 新洗蔵（クリーニング）

別棟

### かつての出店事業者
別棟
- ベスト電器（家電量販店）
- キングスロード（レンタルビデオ）

## 近隣施設
- 徳島県立小松島西高等学校
- ハローズ江田店